# إنرجيا (صاروخ)

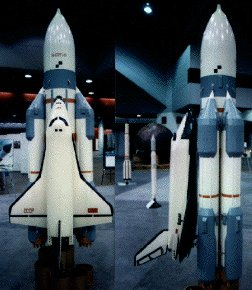
نموذج إنرجيا وبوران ,أزواج صواريخ تحفيز تُرى على جانبيه.

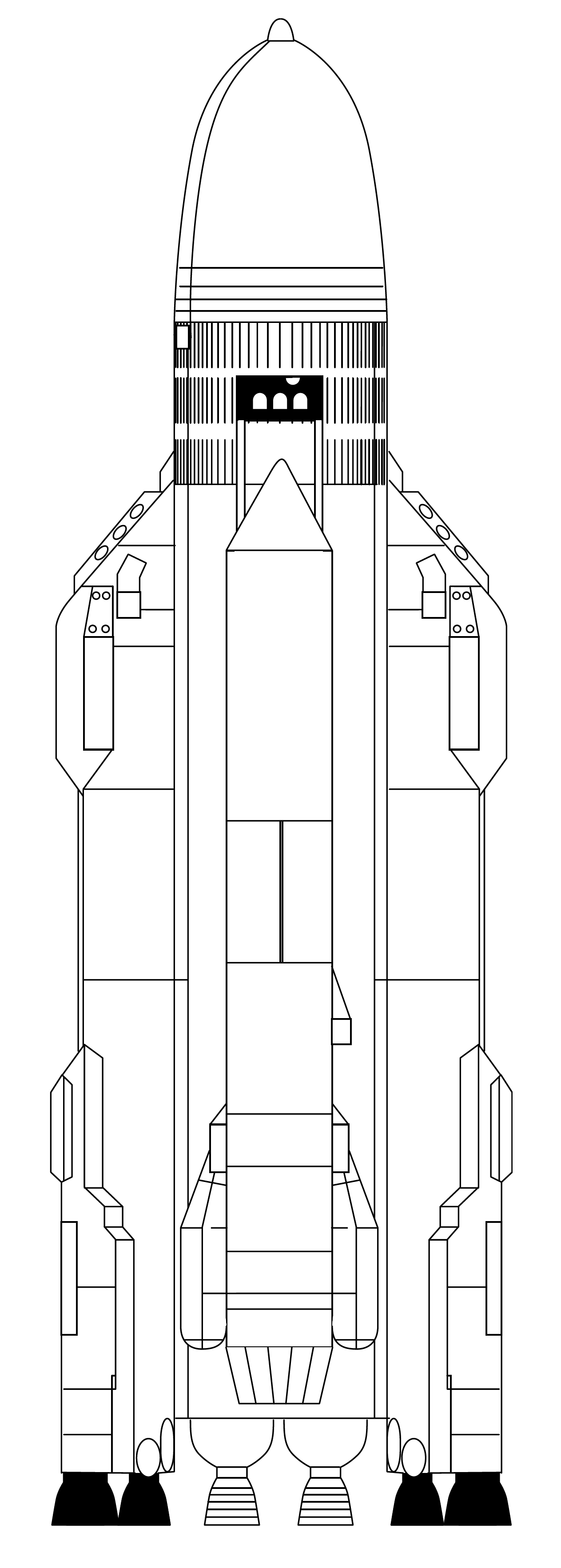

إنرجيا  (بالروسية: Энергия) هو صاروخ حامل سوفيتي صمم خصيصًا للطيران بمكوك الفضاء بوران ونقله إلى مدار حول الأرض. قام الصاروخ مرتين بالإقلاع بنجاح عام 1987 و 1988. وتقوم حاليا مؤسسة RKK Energija بتطوير الصاروخ.

## التقنية
يعمل الصاروخ بمرحلتين ويبلغ ارتفاعه 8و58 متر وله قوة دفع عند النطلاق تبلغ 35.000 كيلو نيوتن. يمكنه توصيل حمولة قدرها 96 طن إلى مدار قريب حول الأرض أو 22 طن إلى مدار متزامن وبذلك يشكل الصاروخ إنرجيا إلى جانب ساتورن 5 وصاروخ ن-1 أقوي الصواريخ التي بنيت حتى الآن.
تتكون المرحلة الأولى من الصاروخ الأساسي وهو تعديل للصاروخ زينيت ومحركها الصاروخي من نوع RD-0120 يعمل ب الهيدروجين والأكسجين السائلين، ويدعمها عدد من صواريخ التحفيز مثبتة على الصاروخ الأساسي يمكن تركيب اثنين منها أو أربعة أو ستة أو ثمانية، وتكون مزدوجة. تعمل الصواريخ المحفزة ب كيروسين والأكسجين السائل ويمكن استعادتهم بعد الإطلاق بواسطة أنظمة مظلات. ولكن لم يختبر استعادة الصواريخ المحفزة أثناء الاحتبارات الأولى.
ونظرا لتكون الصاروخ الأساسي أساسيا من خزانات الوقود مع تزويده من مقدمته بحامل لحمل الحمولة تثبت الحمولة جانبيا على الصاروخ الأساسي مما يسهل من تثبيت حمولات كبيرة حجما عليه.
يبدو الصاروخ إنرجيا المحمل بمكوك الفضاء الروسي بوران مشابها مكوك الفضاء الأمريكي. والاختلاف يكمن في أنه في استطاعة إنرجيا الإقلاع أيضا من دون بوران بخلاف نظام مكوك الفضاء الأمريكي. من هنا نجد أن نظام إنرجيا أكثر مرونة في الاستخدام عن نظام مكوك الفضاء الأمريكي.

## الإقلاعات
القائمة التالية تعطي الإقلاعات حتى تاريخ 25 مايو 2006 :
| رقم. | تاريخ (توقيت عالمي منسق) | النوع        | إنتاج رقم. | مكان الإقلاع | الحمولة    | نوع الحمولة     | وزن الحمولة | المدار²    | ملاحظات |
| ---- | ------------------------ | ------------ | ---------- | ------------ | ---------- | --------------- | ----------- | ---------- | ------- |
| 1    | 15 مايو 1987             | إنرجيا TKS   | 6L         | بايكونور     | بوليوس     | قمر صناعي عسكري | 77.000      | مدار منخفض | ناجح    |
| 2    | 15. نوفمبر 1988          | إنرجيا/بوران | 1L         | بايكونور     | بوران 1.01 | مركبة فضاء      | ~80.000 ?   | مدار منخفض | ناجح    |

¹ الوزن الكلي = (القمر الصناعي + حوامل التثبيت، والغطاء وغيرها.
² ارتفاع المدار الابتدائي.

## اقرأ أيضا
- سويوز
- زينيت (صاروخ)